# Gran Premio degli Stati Uniti d'America 2018
Il Gran Premio degli Stati Uniti d'America 2018 è stata la diciottesima prova della stagione 2018 del campionato mondiale di Formula 1. La gara, tenutasi domenica 21 ottobre 2018 sul circuito delle Americhe che sorge nella contea di Travis, vicino ad Austin, in Texas, è stata vinta dal finlandese Kimi Räikkönen su Ferrari, al suo ventunesimo ed ultimo successo nel mondiale. Räikkönen ha preceduto all'arrivo l'olandese Max Verstappen su Red Bull Racing-TAG Heuer ed il britannico Lewis Hamilton su Mercedes.

## Vigilia

### Sviluppi futuri
La Williams annuncia l'ingaggio del britannico George Russell (al momento in testa al campionato di Formula 2) quale pilota titolare per la stagione 2019. Stoffel Vandoorne, attuale pilota della McLaren, annuncia il suo passaggio alla Formula E, al termine del campionato. Sergio Pérez è invece confermato in Force India.
La Federazione Internazionale dell'Automobile conferma il calendario per la stagione 2019. Il campionato partirà il 17 marzo, col Gran Premio d'Australia, per concludersi il 1º dicembre, col Gran Premio di Abu Dhabi. Le gare restano 21, anche se non è ancora confermato il Gran Premio degli Stati Uniti d'America; viene evitata la tenuta di tre gran premi per tre domeniche consecutive, come avvenuto in questa stagione.
Viene anche confermato che i test pre-stagionali si terranno ancora sul circuito di Barcellona, preferito a quello di Jerez: il primo test si terrà dal 18 al 21 febbraio ed il secondo dal 26 febbraio al 1º marzo. Era stato ipotizzato che le scuderie potessero usare di nuovo il circuito di Manama, in Bahrein.
La Federazione approva anche delle modifiche regolamentari: sull'alettone posteriore saranno posizionate delle luci; viene esteso il coprifuoco notturno; la gara sarà conclusa non all'esposizione della bandiera a scacchi, ma con l'indicazione su un pannello luminoso e vengono modificate le altezze di specchietti e ala posteriore.
La Renault annuncia la volontà di introdurre una power unit completamente nuova, dal 2019. La casa francese ha deciso così di non sviluppare la versione 2019, a partire dall'ultima specifica della presente power unit, la cosiddetta Spec C.
La Pirelli, fornitrice unica per le gomme, decide di semplificare il colore della banda sugli pneumatici. Per ogni gara, per la quale sono portate tre mescole, i colori saranno sempre il rosso per la mescola più morbida, il giallo per la mescola media e il bianco per quella più dura, indipendentemente dal tipo specifico di mescola portato per la gara.

### Analisi per il campionato piloti
Lewis Hamilton comanda la classifica riservata ai piloti, con 67 punti di vantaggio su Sebastian Vettel. Il pilota britannico potrebbe vincere il suo quinto titolo di campione del mondo qualora ottenesse 8 punti dal rivale tedesco.
Hamilton sarebbe campione se:
- vincesse con Vettel non meglio di terzo;
- arrivasse secondo con Vettel non meglio di quinto;
- arrivasse terzo con Vettel non meglio di settimo;
- arrivasse quarto con Vettel non meglio di ottavo;
- arrivasse quinto con Vettel non meglio di nono;
- arrivasse sesto con Vettel fuori dalla zona punti.[9]

### Aspetti tecnici
La Pirelli, fornitrice unica degli pneumatici, decide di fornire gomme a mescola ultrasoft, supersoft e soft.
La FIA stabilisce due zone per l'attivazione del Drag Reduction System: la prima sul rettilineo tra le curve 11 e 12, con punto per la determinazione del distacco fra piloti stabilito dopo la curva 10; la seconda zona è fissata sul rettilineo dei box, con detection point posto dopo la curva 18.
Vengono predisposti dei nuovi cordoli, più larghi e più alti, nella zona delle curve 16 e 17, che nell'edizione del 2017 videro un controverso sorpasso di Max Verstappen su Kimi Räikkönen, con l'olandese che per passare il pilota della Ferrari tagliò la pista.
La Federazione stabilisce che i cerchi posteriori della Mercedes W09 sono a norma di regolamento, anche se si è manifestata una "illegalità limitata". Ciò in base a una indagine promossa su richiesta della Scuderia Ferrari, che aveva inviato alla Federazione una lettera con richiesta di chiarimenti sull'accoppiamento di ruota e mozzo della vettura tedesca. Una soluzione simile era stata sottoposta a indagine al Gran Premio del Canada 2012, in seguita alla quale venne vietato, sulla Red Bull RB8, l'uso di cerchi e mozzo forati perché considerati degli elementi aerodinamici mobili. I fori sui mozzi della Mercedes sarebbero di portata troppo limitata per avere un reale effetto aerodinamico.

### Aspetti sportivi
In questa stagione, la Pirelli è sponsor del Gran Premio.
L'ex pilota di Formula 1, il britannico Derek Warwick, è nominato commissario aggiunto per la gara. Ha svolto già in passato tale funzione, l'ultima al Gran Premio di Singapore.
Nella prima sessione di prove libere del venerdì Sean Gelael ha preso il posto di Brendon Hartley alla Toro Rosso, mentre Lando Norris quello di Stoffel Vandoorne alla McLaren. Esteban Ocon ha invece girato regolarmente, in luogo dell'annunciato Nicholas Latifi, che avrebbe dovuto sostituirlo alla Force India.

## Prove

### Resoconto
La prima sessione di prove libere si tiene su pista bagnata. Il tracciato è andato via via migliorando, tanto che i piloti, che avevano iniziato con gomme da bagnato estremo, hanno poi optato per quelle da bagnato intermedio. Il più rapido è stato Lewis Hamilton, che ha staccato di un secondo e tre decimi il compagno di scuderia, Valtteri Bottas, che era stato molto competitivo all'inizio della sessione, con pista più umida.
Alle spalle delle due vetture tedesche si sono classificate le due Red Bull Racing, seguite dalle due Ferrari. Verstappen, terzo, è abbastanza vicino al tempo di Bottas, mentre risultano più indietro gli altri piloti. La sessione è stata anche interrotta da bandiera rossa, per la necessità di pulire la pista, dopo un'uscita nella ghiaia per Charles Leclerc. Esteban Ocon, invece, è stato autore di un errore di guida nella corsia dei box, in cui ha rischiato di investire i meccanici. Al termine delle prove Sebastian Vettel è stato penalizzato di tre posizioni sulla griglia di partenza e di due punti sulla Superlicenza, per non aver rispettato correttamente le bandiere rosse.
La pioggia ha rovinato anche la seconda sessione, in cui, per quasi un'ora, nessuna vettura ha girato. Il più rapido è stato ancora Hamilton, che con gomme intermedie, nella parte finale della sessione, ha colto un tempo di un secondo migliore a quello del secondo classificato, Pierre Gasly. Al terzo posto ha chiuso Max Verstappen, mentre Daniel Ricciardo, l'altro pilota della Red Bull, è tra quelli che non ha effettuato nemmeno un giro, anche a causa di una foratura che ha rovinato uno dei treni di gomme intermedie. Sulla vettura dell'australiano viene anche sostituito il motore, per il resto del weekend di gara.
La terza sessione, quella del sabato, si tiene con pista asciutta. La lista dei tempi è comandata dalle due Ferrari, con Sebastian Vettel che precede, per meno di un decimo, Kimi Räikkönen. La scuderia italiana ha rinunciato a montare le novità aerodinamiche che erano state testate al venerdì. Alle spalle dei due ferraristi hanno chiuso le due Mercedes, con Hamilton in difficoltà a mandare in temperatura le gomme, mentre Bottas, nel tentativo più veloce, è stato limitato da bandiere gialle. Le Red Bull, in questa sessione, si sono accontentate del quinto e del sesto tempo.
Le bandiere gialle erano state esposte per la perdita di una parte dell'Halo, sulla vettura di Brendon Hartley.

### Risultati
Nella prima sessione del venerdì si è avuta questa situazione:
| Pos | Nº | Pilota          | Costruttore               | Tempo    | Gap    | Giri |
| --- | -- | --------------- | ------------------------- | -------- | ------ | ---- |
| 1   | 44 | Lewis Hamilton  | Mercedes                  | 1'47"502 |        | 6    |
| 2   | 77 | Valtteri Bottas | Mercedes                  | 1'48"806 | +1"304 | 7    |
| 3   | 33 | Max Verstappen  | Red Bull Racing-TAG Heuer | 1'48"847 | +1"345 | 9    |

Nella seconda sessione del venerdì si è avuta questa situazione:
| Pos | Nº | Pilota         | Costruttore               | Tempo    | Gap    | Giri |
| --- | -- | -------------- | ------------------------- | -------- | ------ | ---- |
| 1   | 44 | Lewis Hamilton | Mercedes                  | 1'48"716 |        | 3    |
| 2   | 10 | Pierre Gasly   | Scuderia Toro Rosso-Honda | 1'49"728 | +1"012 | 10   |
| 3   | 33 | Max Verstappen | Red Bull Racing-TAG Heuer | 1'49"798 | +1"082 | 5    |

Nella sessione del sabato mattina si è avuta questa situazione:
| Pos | Nº | Pilota           | Costruttore | Tempo    | Gap    | Giri |
| --- | -- | ---------------- | ----------- | -------- | ------ | ---- |
| 1   | 5  | Sebastian Vettel | Ferrari     | 1'33"797 |        | 20   |
| 2   | 7  | Kimi Räikkönen   | Ferrari     | 1'33"843 | +0"046 | 21   |
| 3   | 44 | Lewis Hamilton   | Mercedes    | 1'33"870 | +0"073 | 23   |

## Qualifiche

### Resoconto
La sessione di qualifica si tiene con pista asciutta. Subito cercano il tempo i piloti della Scuderia Ferrari, con Sebastian Vettel che è più rapido di Kimi Räikkönen, mentre il tempo di Gasly è annullato, per non aver rispettato i limiti della pista.
Dietro alle vetture italiane si piazza prima Esteban Ocon, poi battuto da Max Verstappen. La classifica viene rivoluzionata dalle Mercedes, con Lewis Hamilton primo e Valtteri Bottas secondo. Grosjean ottiene il miglior parziale della prima parte della pista, e chiude col sesto tempo, in mezzo alle due Red Bull. Poco dopo Verstappen è costretto ad abbandonare la Q1, per la rottura della sospensione posteriore destra. Prima della fine della sessione Hamilton migliora ancora il tempo. Sono eliminate le due McLaren, le due Williams e Marcus Ericsson.
Alla Q2 non partecipa Verstappen, in quanto la sospensione non è riparata in tempo. Anche le due Toro Rosso non fanno segnare tempi validi, in quanto i due piloti sono comunque costretti a partire dall'ultima fila, per la sostituzione di diverse parti della power unit.
Bottas segna 1'33"702, per tre decimi meglio di Hamilton, battuto però largamente da Kimi Räikkönen in 1'32"884, nuovo record della pista; Sebastian Vettel chiude in 1'33"079, ottenuto con le gomme più dure. Hamilton marca ancora un tempo, questa volta con gomme supersoft, per assicurarsi il passaggio alla fase finale. Tutti i piloti, tranne quelli di Mercedes, Red Bull e Ferrari, effettuano un ultimo tentativo, nella parte finale della Q2. Magnussen non si migliora e segna il dodicesimo tempo, mentre Ocon supera Sergio Pérez; Grosjean si migliora, contrariamente a Nico Hülkenberg. Leclerc resta sesto, come Carlos Sainz Jr., che non batte però il tempo di Hülkenberg. Sono eliminati perciò Sainz Jr., Kevin Magnussen, assieme ai tre piloti che non hanno ottenuto il tempo in sessione.
Nella fase decisiva Valtteri Bottas ottiene subito 1'32"686, ancora record della pista, subito migliorato dal compagno di scuderia, Hamilton, in 1'32"567, mentre Räikkönen si piazza terzo, con 1'33"057. Vettel si intercala poi fra le due vetture tedesche. Nella parte finale della Q3 la pioggia sembra ritornare su alcune zone del tracciato.
Nell'ultimo tentativo Bottas non si migliora nel primo settore, cosa che fanno invece Räikkönen e Hamilton, che poi compie un errore, pur facendo segnare ancora il miglior parziale nel secondo settore. Bottas è capace di migliorarsi nel secondo settore, così come il connazionale Räikkönen, mentre Vettel segna il miglior primo settore.
Bottas chiude con 1'32"616, battuto da Kimi Räikkönen e poi da Lewis Hamilton in 1'32"237 che vale la pole position. Il secondo tempo è per Vettel che, a causa della penalizzazione, parte quinto. Per Hamilton è l'ottantunesima partenza al palo nel mondiale.

### Risultati
Nella sessione di qualifica si è avuta questa situazione:
| Pos                         | Nº | Pilota            | Costruttore               | Q1       | Q2          | Q3       | Griglia |
| --------------------------- | -- | ----------------- | ------------------------- | -------- | ----------- | -------- | ------- |
| 1                           | 44 | Lewis Hamilton    | Mercedes                  | 1'34"130 | 1'33"480    | 1'32"237 | 1       |
| 2                           | 5  | Sebastian Vettel  | Ferrari                   | 1'34"569 | 1'33"079    | 1'32"298 | 5       |
| 3                           | 7  | Kimi Räikkönen    | Ferrari                   | 1'34"703 | 1'32"884    | 1'32"307 | 2       |
| 4                           | 77 | Valtteri Bottas   | Mercedes                  | 1'34"518 | 1'33"702    | 1'32"616 | 3       |
| 5                           | 3  | Daniel Ricciardo  | Red Bull Racing-TAG Heuer | 1'34"755 | 1'34"185    | 1'33"494 | 4       |
| 6                           | 31 | Esteban Ocon      | Force India-Mercedes      | 1'34"876 | 1'34"522    | 1'34"145 | 6       |
| 7                           | 27 | Nico Hülkenberg   | Renault                   | 1'34"932 | 1'34"564    | 1'34"215 | 7       |
| 8                           | 8  | Romain Grosjean   | Haas-Ferrari              | 1'34"892 | 1'34"419    | 1'34"250 | 8       |
| 9                           | 16 | Charles Leclerc   | Sauber-Ferrari            | 1'35"069 | 1'34"255    | 1'34"420 | 9       |
| 10                          | 11 | Sergio Pérez      | Force India-Mercedes      | 1'35"193 | 1'34"525    | 1'34"594 | 10      |
| 11                          | 55 | Carlos Sainz Jr.  | Renault                   | 1'34"891 | 1'34"566    | N.D.     | 11      |
| 12                          | 20 | Kevin Magnussen   | Haas-Ferrari              | 1'34"972 | 1'34"732    | N.D.     | 12      |
| 13                          | 10 | Pierre Gasly      | Scuderia Toro Rosso-Honda | 1'34"850 | senza tempo | N.D.     | 19      |
| 14                          | 28 | Brendon Hartley   | Scuderia Toro Rosso-Honda | 1'35"206 | senza tempo | N.D.     | 20      |
| 15                          | 33 | Max Verstappen    | Red Bull Racing-TAG Heuer | 1'34"766 | senza tempo | N.D.     | 18      |
| 16                          | 14 | Fernando Alonso   | McLaren-Renault           | 1'35"294 | N.D.        | N.D.     | 13      |
| 17                          | 35 | Sergej Sirotkin   | Williams-Mercedes         | 1'35"362 | N.D.        | N.D.     | 14      |
| 18                          | 18 | Lance Stroll      | Williams-Mercedes         | 1'35"480 | N.D.        | N.D.     | 15      |
| 19                          | 9  | Marcus Ericsson   | Sauber-Ferrari            | 1'35"536 | N.D.        | N.D.     | 16      |
| 20                          | 2  | Stoffel Vandoorne | McLaren-Renault           | 1'35"735 | N.D.        | N.D.     | 17      |
| Tempo limite 107%: 1'40"719 |    |                   |                           |          |             |          |         |

In grassetto sono indicate le migliori prestazioni in Q1, Q2 e Q3.

## Gara

### Resoconto
Alla prima curva Kimi Räikkönen passa il poleman Lewis Hamilton; seguono poi Valtteri Bottas, Daniel Ricciardo e Sebastian Vettel. I due vanno ruota a ruota e il tedesco termina in testacoda, sprofondando in classifica. Seguono poi le due Renault e le due Force India. A seguito di diversi contatti avvenuti nelle retrovie, si ritirano Romain Grosjean e Fernando Alonso.
Nei primi giri Verstappen passa le due Force India poi, al sesto passaggio, strappa a Nico Hülkenberg la quinta posizione. Anche Vettel è autore di una poderosa rimonta che lo porta al settimo giro alle spalle delle due Renault, in settima posizione. All'ottavo giro si ritira Daniel Ricciardo, che era quarto. La direzione di gara stabilisce la virtual safety car.
All'undicesimo giro c'è la sosta per Lewis Hamilton che dalle supersoft passa alle gomme soft. Il britannico scende in terza posizione, dietro al compagno di scuderia Bottas, che però presto rallenta per farlo ripassare secondo. Il campione del mondo, attorno al ventesimo giro, si avvicina a Kimi Räikkönen, che resiste a un primo attacco, per poi passare al cambio gomme: il finlandese passa alle gomme soft.
Tra il ventiduesimo e il ventitreesimo giro si fermano anche Verstappen e Bottas. Al rientro in pista il pilota della Mercedes si trova alle spalle dell'olandese. Nel frattempo Vettel, che era scalato fino al secondo posto, cede la posizione a Räikkönen. Il tedesco attende il giro 26 per la sua sosta.
La gara è perciò comandata da Lewis Hamilton, seguito da Kimi Räikkönen, Max Verstappen, Valtteri Bottas e Sebastian Vettel. Hamilton soffre di un forte degrado degli pneumatici, tanto da venir richiamato ai box al giro 37. Risale primo Kimi Räikkönen, con Verstappen che si trova secondo, davanti a Bottas e l'inglese. Nuovamente, al trentanovesimo giro, Bottas cede la posizione a Hamilton.
Negli ultimi giri Verstappen e Hamilton si avvicinano al battistrada Kimi Räikkönen, così come Vettel a Bottas. I primi tre si trovano racchiusi in una manciata di secondi. Al giro 54 un lungo di Verstappen consente a Hamilton l'attacco che però non ha successo. Poco dopo Vettel passa Bottas per il quarto posto.
Kimi Räikkönen vince per la ventunesima ed ultima volta nel mondiale e per la decima ed ultima volta con la Ferrari. Per il finnico, il cui ultimo successo era stato nel Gran Premio d'Australia 2013, è la prima vittoria dopo 114 gare, intervallo che rappresenta il nuovo record tra due vittorie per un pilota nel mondiale. Räikkönen segna anche il nuovo record per l'intervallo temporale più lungo tra la prima e l'ultima vittoria di un pilota: 15 anni, 6 mesi e 28 giorni (pari a 294 Gran Premi che sono trascorsi dalla sua prima vittoria al Gran Premio della Malesia 2003). Inoltre, è la prima vittoria per Iceman con la Rossa dal Gran Premio del Belgio 2009.

### Risultati
I risultati del Gran Premio sono i seguenti:
| Pos | Nº | Pilota            | Costruttore               | Giri | Tempo/Ritiro              | Griglia | Punti |
| --- | -- | ----------------- | ------------------------- | ---- | ------------------------- | ------- | ----- |
| 1   | 7  | Kimi Räikkönen    | Ferrari                   | 56   | 1h34'18"643               | 2       | 25    |
| 2   | 33 | Max Verstappen    | Red Bull Racing-TAG Heuer | 56   | +1"281                    | 18      | 18    |
| 3   | 44 | Lewis Hamilton    | Mercedes                  | 56   | +2"342                    | 1       | 15    |
| 4   | 5  | Sebastian Vettel  | Ferrari                   | 56   | +18"222                   | 5       | 12    |
| 5   | 77 | Valtteri Bottas   | Mercedes                  | 56   | +24"744                   | 3       | 10    |
| 6   | 27 | Nico Hülkenberg   | Renault                   | 56   | +1'27"210                 | 7       | 8     |
| 7   | 55 | Carlos Sainz Jr.  | Renault                   | 56   | +1'34"994                 | 11      | 6     |
| 8   | 11 | Sergio Pérez      | Force India-Mercedes      | 56   | +1'41"080                 | 10      | 4     |
| 9   | 28 | Brendon Hartley   | Scuderia Toro Rosso-Honda | 55   | +1 giro                   | 20      | 2     |
| 10  | 9  | Marcus Ericsson   | Sauber-Ferrari            | 55   | +1 giro                   | 16      | 1     |
| 11  | 2  | Stoffel Vandoorne | McLaren-Renault           | 55   | +1 giro                   | 17      |       |
| 12  | 10 | Pierre Gasly      | Scuderia Toro Rosso-Honda | 55   | +1 giro                   | 19      |       |
| 13  | 35 | Sergej Sirotkin   | Williams-Mercedes         | 55   | +1 giro                   | 14      |       |
| 14  | 18 | Lance Stroll      | Williams-Mercedes         | 54   | +2 giri                   | 15      |       |
| Rit | 16 | Charles Leclerc   | Sauber-Ferrari            | 31   | Danni da incidente        | 9       |       |
| Rit | 3  | Daniel Ricciardo  | Red Bull Racing-TAG Heuer | 8    | Problemi elettrici        | 4       |       |
| Rit | 8  | Romain Grosjean   | Haas-Ferrari              | 2    | Collisione con C. Leclerc | 8       |       |
| Rit | 14 | Fernando Alonso   | McLaren-Renault           | 1    | Collisione con L. Stroll  | 13      |       |
| SQ  | 31 | Esteban Ocon      | Force India-Mercedes      | 56   | Squalificato              | 6       |       |
| SQ  | 20 | Kevin Magnussen   | Haas-Ferrari              | 56   | Squalificato              | 12      |       |

## Classifiche mondiali

### Piloti
| Pos | Pilota            | Punti |
| --- | ----------------- | ----- |
| 1   | Lewis Hamilton    | 346   |
| 2   | Sebastian Vettel  | 276   |
| 3   | Kimi Räikkönen    | 221   |
| 4   | Valtteri Bottas   | 217   |
| 5   | Max Verstappen    | 191   |
| 6   | Daniel Ricciardo  | 146   |
| 7   | Nico Hülkenberg   | 61    |
| 8   | Sergio Pérez      | 57    |
| 9   | Kevin Magnussen   | 53    |
| 10  | Fernando Alonso   | 50    |
| 11  | Esteban Ocon      | 49    |
| 12  | Carlos Sainz Jr.  | 45    |
| 13  | Romain Grosjean   | 31    |
| 14  | Pierre Gasly      | 28    |
| 15  | Charles Leclerc   | 21    |
| 16  | Stoffel Vandoorne | 8     |
| 17  | Marcus Ericsson   | 7     |
| 18  | Lance Stroll      | 6     |
| 19  | Brendon Hartley   | 4     |
| 20  | Sergej Sirotkin   | 1     |

### Costruttori
| Pos | Costruttore               | Punti |
| --- | ------------------------- | ----- |
| 1   | Mercedes                  | 563   |
| 2   | Ferrari                   | 497   |
| 3   | Red Bull Racing-TAG Heuer | 337   |
| 4   | Renault                   | 106   |
| 5   | Haas-Ferrari              | 84    |
| 6   | McLaren-Renault           | 58    |
| 7   | Force India-Mercedes      | 47    |
| 8   | Scuderia Toro Rosso-Honda | 32    |
| 9   | Sauber-Ferrari            | 28    |
| 10  | Williams-Mercedes         | 7     |

## Decisioni della FIA
Al termine della gara, la FIA squalifica Esteban Ocon, giunto ottavo, per aver superato, nel corso del primo giro, il consumo limite di 100 kg/h di carburante. Anche Kevin Magnussen, giunto nono, viene squalificato, per aver consumato più di 105 kg di benzina nel corso della gara. Sergio Pérez scala così ottavo, mentre Brendon Hartley e Marcus Ericsson entrano in zona punti.
Romain Grosjean viene invece penalizzato di tre posizioni sulla griglia di partenza del successivo Gran Premio del Messico e di un punto sulla Superlicenza, per essere stato giudicato colpevole per l'incidente avvenuto con Charles Leclerc, nel corso del primo giro.
A seguito dell'incidente con Fernando Alonso, Lance Stroll subisce la decurtazione di due punti dalla Superlicenza.
Carlos Sainz Jr. subisce una penalità di un punto dalla Superlicenza per esser uscito di pista e aver tratto vantaggio.